# Gebenbach
Gebenbach – miejscowość i gmina w Niemczech, w kraju związkowym Bawaria, w rejencji Górny Palatynat, w regionie Oberpfalz-Nord, w powiecie Amberg-Sulzbach, wchodzi w skład wspólnoty administracyjnej Hahnbach. Leży około 10 km na północ od Amberga, przy drodze B14 i linii kolejowej Schnaittenbach – Amberg.